# Tabanus aar
Tabanus aar är en tvåvingeart som beskrevs av Philip 1941. Tabanus aar ingår i släktet Tabanus och familjen bromsar. Inga underarter finns listade i Catalogue of Life.